# Elecciones municipales de Arequipa de 2010
Las elecciones municipales de Arequipa de 2010 se llevaron a cabo el 3 de octubre de 2010 para elegir al alcalde y al Concejo Provincial de Arequipa para el periodo 2011-2014. La elección se celebró simultáneamente con elecciones regionales y municipales (provinciales y distritales) en todo el Perú.
Alfredo Zegarra Tejada (Arequipa Renace) ganó las elecciones más del 40% de votos válidos, el mejor resultado de una organización política desde 1998. Estos comicios fueron la primera de tres victorias consecutivas de Arequipa Renace: el movimiento gobernaría la provincia hasta 2022.

## Sistema electoral
La Municipalidad Provincial de Arequipa es el órgano administrativo y de gobierno de la provincia de Arequipa. Está compuesta por el alcalde y el Concejo Provincial.
La votación del alcalde y el concejo se realiza en base al sufragio universal, que comprende a todos los ciudadanos nacionales mayores de dieciocho años, empadronados y residentes en la provincia de Arequipa y en pleno goce de sus derechos políticos, así como a los ciudadanos no nacionales residentes y empadronados en la provincia de Arequipa.
El Concejo Provincial de Arequipa está compuesto por 15 regidores elegidos por sufragio directo para un período de tres (3) años, en forma conjunta con la elección del alcalde (quien lo preside). La votación es por lista cerrada y bloqueada. Se asigna a la lista ganadora los escaños según el método d'Hondt o la mitad más uno, lo que más le favorezca.

## Composición del Concejo Provincial de Arequipa
La siguiente tabla muestra la composición del Concejo Provincial de Arequipa antes de las elecciones.
| Partidos | Partidos                                           | Regidores |
| -------- | -------------------------------------------------- | --------- |
|          | Partido Nacionalista Peruano                       | 9         |
|          | Fuerza Democrática                                 | 2         |
|          | Lista Independiente N° 1 Arequipa Desarrollo Total | 1         |
|          | Partido Aprista Peruano                            | 1         |
|          | Arequipa, Tradición y Futuro                       | 1         |

## Partidos y candidatos
A continuación se muestra una lista de los principales partidos y alianzas electorales que participaron en las elecciones:
| Candidatura | Candidatura   | Partidos y alianzas | Candidato | Candidato                    | Ideología                                                                | Resultado previo | Resultado previo | Ref. |
| Candidatura | Candidatura   | Partidos y alianzas | Candidato | Candidato                    | Ideología                                                                | Votos (%)        | Reg.             | Ref. |
| ----------- | ------------- | --- | --------- | ---------------------------- | ------------------------------------------------------------------------ | ---------------- | ---------------- | ---- |
|             | AxA           | Lista - Alianza por Arequipa (AxA) – Arequipa Tradición y Futuro (ATF) – Concertación en Pro de una Misión Sostenible (Concertación) – Partido Nacionalista Peruano (PNP) |           | Carlos Vizcarra Velazco      | Regionalismo arequipeño Socialismo democrático Nacionalismo de izquierda | 39.95%           | 10               |      |
|             | APRA          | Lista - Partido Aprista Peruano (APRA) |           | Edgar Cuadros Corimaya       | Aprismo                                                                  | 10.68%           | 1                |      |
|             | SP            | Lista - Somos Perú (SP) |           | Roger Arredondo García       | Democracia cristiana Conservadurismo social                              | 6.54%            | 1                |      |
|             | UPP           | Lista - Unión por el Perú (UPP) |           | Edgar Lasteros Manzaneda     | Socialdemocracia Nacionalismo de izquierda                               | 5.66%            | 0                |      |
|             | RN            | Lista - Restauración Nacional (RN) |           | Aurelio Corimaya Monzón      | Liberalismo económico Humanismo cristiano Evangelismo                    | 1.51%            | 0                |      |
|             | León del Sur  | Lista - Movimiento Independiente León del Sur (León del Sur) |           | Marcela Álvarez Portocarrero | Regionalismo arequipeño                                                  | 1.38%            | 0                |      |
|             | Sí Cumple     | Lista - Agrupación Independiente Sí Cumple (Sí Cumple) |           | David Torreblanca de Velasco | Fujimorismo Populismo de derecha                                         | 1.32%            | 0                |      |
|             | AP            | Lista - Acción Popular (AP) |           | Tomas Gonzales Bernal        | Humanismo Nacionalismo cívico Reformismo                                 | 1.17%            | 0                |      |
|             | APP           | Lista - Alianza para el Progreso (APP) |           | José Rojas Cifuentes         | Liberalismo económico Conservadurismo liberal Populismo de derecha       | 0.90%            | 0                |      |
|             | MNI           | Lista - Movimiento Nueva Izquierda (MNI) |           | Leonardo Prado Cárdenas      | Marxismo-leninismo Mariateguismo Socialismo democrático                  | 0.61%            | 0                |      |
|             | PPC           | Lista - Partido Popular Cristiano (PPC) |           | Eufemia García de Rodríguez  | Democracia cristiana Conservadurismo social Liberalismo económico        | Nuevo            | Nuevo            |      |
|             | PP            | Lista - Perú Posible (PP) |           | Ricardo Fernández Valencia   | Socioliberalismo Democracia liberal Tercera vía                          | Nuevo            | Nuevo            |      |
|             | PHP           | Lista - Partido Humanista Peruano (PHP) |           | Juan Pereira Medina          | Humanismo Socialismo Ecosocialismo                                       | Nuevo            | Nuevo            |      |
|             | FDP           | Lista - Fonavistas del Perú (FDP) |           | Fernando Odiaga Arias        | Socialismo Nacionalismo de izquierda Ecologismo                          | Nuevo            | Nuevo            |      |
|             | JxS           | Lista - Juntos por el Sur (JxS) |           | Víctor Rivera Chávez         | Regionalismo arequipeño                                                  | Nuevo            | Nuevo            |      |
|             | DECIDE        | Lista - Democracia Cívica para el Desarrollo (DECIDE) |           | Luis Cáceres Velásquez       | Regionalismo arequipeño                                                  | Nuevo            | Nuevo            |      |
|             | AR            | Lista - Arequipa Renace (AR) |           | Alfredo Zegarra Tejada       | Regionalismo arequipeño                                                  | Nuevo            | Nuevo            |      |
|             | FA            | Lista - Fuerza Arequipeña (FA) |           | Álvaro Mauricio Moscoso      | Regionalismo arequipeño                                                  | Nuevo            | Nuevo            |      |
|             | ARP           | Lista - Arequipa Primero (ARP) |           | Luis Concha Fernández Simoni | Regionalismo arequipeño                                                  | Nuevo            | Nuevo            |      |
|             | Arequipa 2010 | Lista - Arequipa 2010 (Arequipa 2010) |           | Simón Balbuena Marroquín     | Regionalismo arequipeño                                                  | Nuevo            | Nuevo            |      |
|             | MEA           | Lista - Movimiento Etnocacerista Arequipa (MEA) |           | Carlos Palacios Guillén      | Etnocacerismo Regionalismo arequipeño                                    | Nuevo            | Nuevo            |      |
|             | FMS           | Lista - Frente de Movilización Social (FMS) |           | Raúl Sánchez Miranda         | Regionalismo arequipeño                                                  | Nuevo            | Nuevo            |      |

## Sondeos de opinión
La siguiente tabla enumera las estimaciones de la intención de voto en orden cronológico inverso, mostrando las más recientes primero y utilizando las fechas en las que se realizó el trabajo de campo de la encuesta. Cuando se desconocen las fechas del trabajo de campo, se proporciona la fecha de publicación.
Leyenda:
     Sondeo realizado en el periodo de prohibición legal de la difusión de sondeos de intención de voto.

### Intención de voto
La siguiente tabla enumera las estimaciones ponderadas (sin incluir votos en blanco y nulos) de la intención de voto.
|                                |             |   |      |      |      |     |     |      |  |  |
| Elecciones municipales de 2010 | 3 oct 2010  | — | 47.1 | 22.9 | 10.9 | 4.7 | 2.8 | 24.2 |  |  |
|                                |             |   |      |      |      |     |     |      |  |  |
| Ipsos Apoyo/América            | 3 oct 2010  | ? | 43.5 | 23.4 | –    | –   | –   | 20.1 |  |  |
| CPI                            | 26 sep 2010 | ? | 51.3 | 18.8 | –    | –   | –   | 32.5 |  |  |

## Resultados

### Sumario general
| |                                                      |              |              |              |           |           |  |  |
| Partidos y coaliciones | Partidos y coaliciones                               | Voto popular | Voto popular | Voto popular | Regidores | Regidores |  |  |
| Partidos y coaliciones | Partidos y coaliciones                               | Votos        | %            | ±pp          | Total     | +/−       |  |  |
| | Arequipa Renace (AR)                                 | 204,773      | 40.46        | Nuevo        | 9         | +9        |  |  |
| | Fuerza Arequipeña (FA)                               | 112,612      | 22.25        | Nuevo        | 4         | +4        |  |  |
| | Juntos por el Sur (JxS)                              | 33,010       | 6.52         | Nuevo        | 1         | +1        |  |  |
| | Alianza por Arequipa (ATF–Concertación–PNP)1         | 29,697       | 5.87         | –34.08       | 1         | –9        |  |  |
| | Arequipa 2010 (Arequipa 2010)                        | 18,052       | 3.57         | Nuevo        | 0         | ±0        |  |  |
| | Arequipa Primero (ARP)                               | 17,631       | 3.48         | Nuevo        | 0         | ±0        |  |  |
| | Democracia Cívica para el Desarrollo (DECIDE)        | 15,470       | 3.06         | Nuevo        | 0         | ±0        |  |  |
| | Partido Aprista Peruano (APRA)                       | 12,495       | 2.47         | –8.21        | 0         | –1        |  |  |
| | Fonavistas del Perú (FDP)                            | 8,749        | 1.73         | Nuevo        | 0         | ±0        |  |  |
| | Alianza para el Progreso (APP)                       | 7,319        | 1.45         | +0.55        | 0         | ±0        |  |  |
| | Restauración Nacional (RN)                           | 6,765        | 1.34         | –0.17        | 0         | ±0        |  |  |
| | Frente de Movilización Social (FMS)                  | 5,885        | 1.16         | Nuevo        | 0         | ±0        |  |  |
| | Movimiento Etnocacerista Arequipa (MEA)              | 5,277        | 1.04         | Nuevo        | 0         | ±0        |  |  |
| | Unión por el Perú (UPP)                              | 4,891        | 0.97         | –4.69        | 0         | ±0        |  |  |
| | Acción Popular (AP)                                  | 4,441        | 0.88         | –0.29        | 0         | ±0        |  |  |
| | Perú Posible (PP)                                    | 4,037        | 0.80         | n/a          | 0         | ±0        |  |  |
| | Movimiento Nueva Izquierda (MNI)                     | 3,680        | 0.73         | +0.12        | 0         | ±0        |  |  |
| | Movimiento Independiente León del Sur (León del Sur) | 3,268        | 0.65         | –0.73        | 0         | ±0        |  |  |
| | Partido Popular Cristiano (PPC)                      | 2,929        | 0.58         | n/a          | 0         | ±0        |  |  |
| | Somos Perú (SP)                                      | 2,589        | 0.51         | –6.03        | 0         | –1        |  |  |
| | Agrupación Independiente Sí Cumple (Sí Cumple)       | 1,867        | 0.37         | –0.95        | 0         | ±0        |  |  |
| | Partido Humanista Peruano (PHP)                      | 701          | 0.14         | Nuevo        | 0         | ±0        |  |  |
| |                                                      |              |              |              |           |           |  |  |
| Total | Total                                                | 506,138      |              |              | 15        | ±0        |  |  |
| |                                                      |              |              |              |           |           |  |  |
| Votos válidos | Votos válidos                                        | 506,138      | 82.28        | –2.79        |           |           |  |  |
| Votos en blanco | Votos en blanco                                      | 64,112       | 10.42        | +3.21        |           |           |  |  |
| Votos nulos | Votos nulos                                          | 44,893       | 7.30         | –0.41        |           |           |  |  |
| Votos emitidos | Votos emitidos                                       | 615,143      | 88.79        | –0.70        |           |           |  |  |
| Abstenciones | Abstenciones                                         | 77,640       | 11.21        | +0.70        |           |           |  |  |
| Votantes registrados | Votantes registrados                                 | 692,783      |              |              |           |           |  |  |
| |                                                      |              |              |              |           |           |  |  |
| Fuente: |                                                      |              |              |              |           |           |  |  |
| Notas al pie: 1 Comparado con los resultados del Partido Nacionalista Peruano (PNP), Arequipa, Tradición y Futuro (ATF) y Concertación en Pro de una Misión Sostenible (Concertación) en las elecciones de 2006. |                                                      |              |              |              |           |           |  |  |
| Notas al pie: |                                                      |              |              |              |           |           |  |  |
| 1 Comparado con los resultados del Partido Nacionalista Peruano (PNP), Arequipa, Tradición y Futuro (ATF) y Concertación en Pro de una Misión Sostenible (Concertación) en las elecciones de 2006.               |                                                      |              |              |              |           |           |  |  |

## Elecciones municipales distritales

### Resultados por distrito
La siguiente tabla enumera el control de los distritos de la provincia de Arequipa. El cambio de mando de una organización política se resalta del color de ese partido.
| Distrito                      | Alcalde(sa) titular          | Partido político | Partido político               | Alcalde(sa) electo(a)     | Partido político | Partido político            |
| ----------------------------- | ---------------------------- | ---------------- | ------------------------------ | ------------------------- | ---------------- | --------------------------- |
| Alto Selva Alegre             | Jesús Gamero Márquez         |                  | Partido Aprista Peruano        | Omar Candia Aguilar       |                  | Arequipa Renace             |
| Cayma                         | Ulises Torres Montes Revilla |                  | Hechos y No Palabras           | Oswaldo Muñiz Huillca     |                  | Arequipa Renace             |
| Cerro Colorado                | Kelly Álvarez Tupayachi      |                  | Trabajando por Cerro Colorado  | Manuel Vera Paredes       |                  | Se Demostró con Obras       |
| Characato                     | Percy Herrera Morales        |                  | Arequipa Desarrollo Total      | Ángel Linares Portilla    |                  | Arequipa Renace             |
| Chiguata                      | Peter Benavente Ramos        |                  | Arequipa Renace                | Gregorio Corrales Delgado |                  | Arequipa Avancemos          |
| Jacobo Hunter                 | Aurelia Pila Barreda         |                  | Partido Nacionalista Peruano   | Santiago Manrique Veliz   |                  | Arequipa Avancemos          |
| José Luis Bustamante y Rivero | Alfredo Zegarra Tejada       |                  | Arequipa Renace                | Óscar Zúñiga Rosas        |                  | Arequipa Renace             |
| La Joya                       | David Inofuente Mamani       |                  | Fuerza Democrática             | Juan Herrera Obando       |                  | Arequipa Renace             |
| Mariano Melgar                | Óscar Ayala Arenas           |                  | Fuerza Democrática             | Óscar Ayala Arenas        |                  | Fuerza Arequipeña           |
| Miraflores                    | Luis Aguirre Chávez          |                  | Partido Aprista Peruano        | Germán Torres Chambi      |                  | Fuerza Arequipeña           |
| Mollebaya                     | Tito Zegarra Lajo            |                  | Partido Nacionalista Peruano   | Alberto Juárez Palaco     |                  | Fuerza Arequipeña           |
| Paucarpata                    | Luis Mayta Livisi            |                  | Juntos por el Sur              | Marcio Soto Rivera        |                  | Paucarpata Desarrollo Total |
| Pocsi                         | Antonio Rodríguez Muñoz      |                  | Fuerza Democrática             | Antonio Rodríguez Muñoz   |                  | Fuerza Arequipeña           |
| Polobaya                      | Luis Gonzales Adrián         |                  | Arequipa Renace                | Luis Gonzales Adrián      |                  | Arequipa Renace             |
| Quequeña                      | Julio Rodríguez Castillo     |                  | Partido Aprista Peruano        | José Palomino Aguilar     |                  | Arequipa Renace             |
| Sabandía                      | Lauriano Rosado Linares      |                  | Arequipa, Tradición y Futuro   | Santos Salinas Valencia   |                  | Arequipa Renace             |
| Sachaca                       | Alejandro Carpio Valencia    |                  | Unidos al Calor del Pueblo     | Emilio Diaz Pinto         |                  | Sachaca con Trabajo         |
| San Juan de Siguas            | Jesús Giraldo del Pratt      |                  | Fuerza Democrática             | Bernabé Llosa Briceño     |                  | Acción Popular              |
| San Juan de Tarucani          | Floro Choque Vilca           |                  | Restauración Nacional          | Floro Choque Vilca        |                  | Restauración Nacional       |
| Santa Isabel de Siguas        | Herminio Pacheco Mena        |                  | Fuerza Democrática             | Herminio Pacheco Mena     |                  | Fuerza Arequipeña           |
| Santa Rita de Siguas          | Rufo Minaya Contreras        |                  | Arequipa, Tradición y Futuro   | Rufo Minaya Contreras     |                  | Alianza por Arequipa        |
| Socabaya                      | Wuilber Mendoza Aparicio     |                  | Unidos por Socabaya            | Wuilber Mendoza Aparicio  |                  | Arequipa Renace             |
| Tiabaya                       | Miguel Cuadros Paredes       |                  | Fuerza Democrática             | Miguel Cuadros Paredes    |                  | Fuerza Arequipeña           |
| Uchumayo                      | Antonio Alegre Manrique      |                  | Uchumayo Triunfa               | Vidal Pinto Paredes       |                  | Arequipa Primero            |
| Vítor                         | Cristhian Cuadros Treviño    |                  | Partido Aprista Peruano        | Cristhian Cuadros Treviño |                  | Partido Aprista Peruano     |
| Yanahuara                     | Milton Vera Gamero           |                  | Yanahuara Señorío y Modernidad | Elvis Delgado Bacigalupi  |                  | Arequipa Renace             |
| Yarabamba                     | Celia Torres Valdivia        |                  | Arequipa Desarrollo Total      | Celia Torres Valdivia     |                  | Arequipa Renace             |
| Yura                          | Eleuterio Ordóñez Yucra      |                  | Partido Nacionalista Peruano   | Luis Fuentes Salas        |                  | Arequipa Avancemos          |